# Lambana cucullatalis
Lambana cucullatalis är en fjärilsart som beskrevs av Walker 1865. Lambana cucullatalis ingår i släktet Lambana och familjen nattflyn. Inga underarter finns listade i Catalogue of Life.